# 朝鮮総督府庁舎
朝鮮総督府庁舎（ちょうせんそうとくふちょうしゃ、朝鮮語: 조선총독부 청사、英語: Japanese General Government Building, Seoul）は、日本統治時代の朝鮮において、大日本帝国の植民統治を施行した最高行政官庁である朝鮮総督府が使用した建物の総称。1910年から1945年までに各種の建物が建てられた。
本項目では、朝鮮総督府と関連機関の管理のために建てられた住宅である朝鮮総督府官舎（조선총독부 관사）についても記述する。1910年の日韓併合以降、35年の植民統治期間中に朝鮮総督府は、南山倭城台と景福宮の2か所の総督府庁舎、龍山・景武台・景福宮の3か所の総督官邸をはじめ、多数の官舎を建設した。
- 総督府庁舎
  - 日韓併合条約によって朝鮮総督府が設置された当初は、1907年に建設された南山倭城台の韓国統監府庁舎を朝鮮総督府庁舎として転用していた。事務空間の不足により1926年、景福宮の興礼門を撤去した跡地に新庁舎を建設した。
- 総督官邸
  - 南山倭城台の統監官邸を、1910年から総督官邸として使用した。そのほか、1908年に建設された龍山の官邸も運用された。1937年には、景福宮の神武門（朝鮮語版）外の後苑地域に総督官邸を新築した。

一方、1910年以降に植民統治機構が整備され、朝鮮に滞在する日本人官吏の数が増加すると、彼らのための官舎が大量に建設され普及した。
1945年、第二次世界大戦で日本が敗北すると、朝鮮総督府の庁舎と官舎はアメリカ軍政庁に引き継がれた。1948年に大韓民国政府が樹立されると、朝鮮総督府の庁舎と官舎は大韓民国政府に引き継がれ、大統領官邸、政府庁舎、博物館等に活用された。1950年に勃発した朝鮮戦争によって庁舎・官舎の一部が破壊された。金泳三政権時の1995年、日本統治時代の残骸清算を理由に、それまで残っていた庁舎と官舎をすべて撤去した。庁舎の屋根にあった尖塔や一部の部材は、京畿道天安市の独立記念館に移設展示されている。

## 庁舎

### 倭城台の庁舎

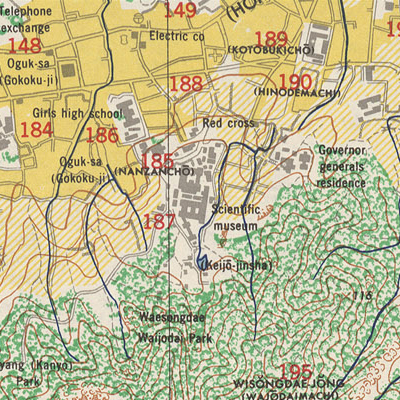
庁舎周辺地図

日本は大韓帝国と1905年11月17日に乙巳条約を締結し、同年12月20日に「統監府及び理事庁官制（통감부 및 이사청 관제）」を公布した。統監府をソウルに設置することを定めた本条約により、1906年2月1日に統監府および各理事庁の開庁式を行った。当初は光化門六曹街の大韓帝国外部庁舎を統監府庁舎として使用したが、1907年2月28日に南山倭城台（現在のソウル特別市中区芸場洞8番地一帯）にルネサンス様式の木造2階建て建築の統監府庁舎を建立した。
1910年8月29日締結の日韓併合条約により朝鮮総督府が設置されると、日本は、倭城台の統監府庁舎を朝鮮総督府庁舎として使用した。1910年には事務空間の不足により増築工事が行われ、「一」字型の建物が「口」字型に変形されたが、スペース不足は解消できず、1911年にも既存の庁舎とは別に増築工事が再び行われた。日本統治時代当時、倭城台の総督府庁舎を破壊しようとする目論見があった。1920年に朝鮮総督を暗殺し総督府庁舎を破壊する計画があったが未遂に終わり、1922年には金益相が電気修理工に偽装して総督府庁舎に入り爆弾を投げた事件があった。
1926年に朝鮮総督府が景福宮新庁舎に移転した。1925年の大正天皇成婚25周年に際し社会教育奨励金として朝鮮総督府に恩賜金17万ウォンが下賜されたが、これを利用して恩賜記念科学館創設を準備することが1926年1月に決定された。1927年5月より、倭城台の旧庁舎を科学館として使用した。
恩賜記念科学館は、光復後の1945年10月に「国立科学博物館」と改称され、1948年には「国立科学館」に改編された。庁舎は継続して使用していたが、朝鮮戦争時に焼失した。ソウルアニメーションセンター前の道路沿いには、1995年9月に「金益相義士の義挙の跡」の標識が、2003年12月に「統監府跡」の標識が設置された。

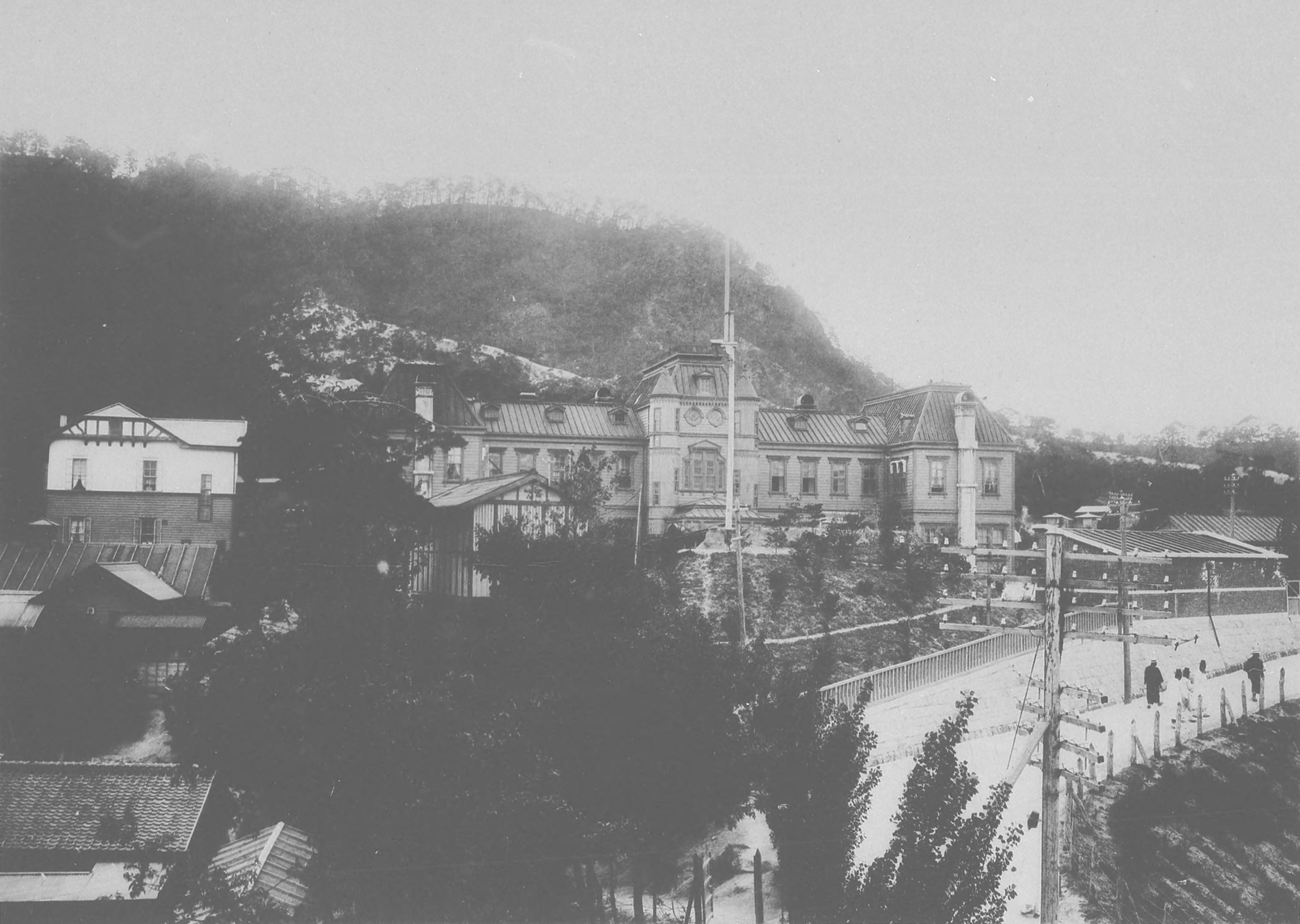
初期の総督府の全景
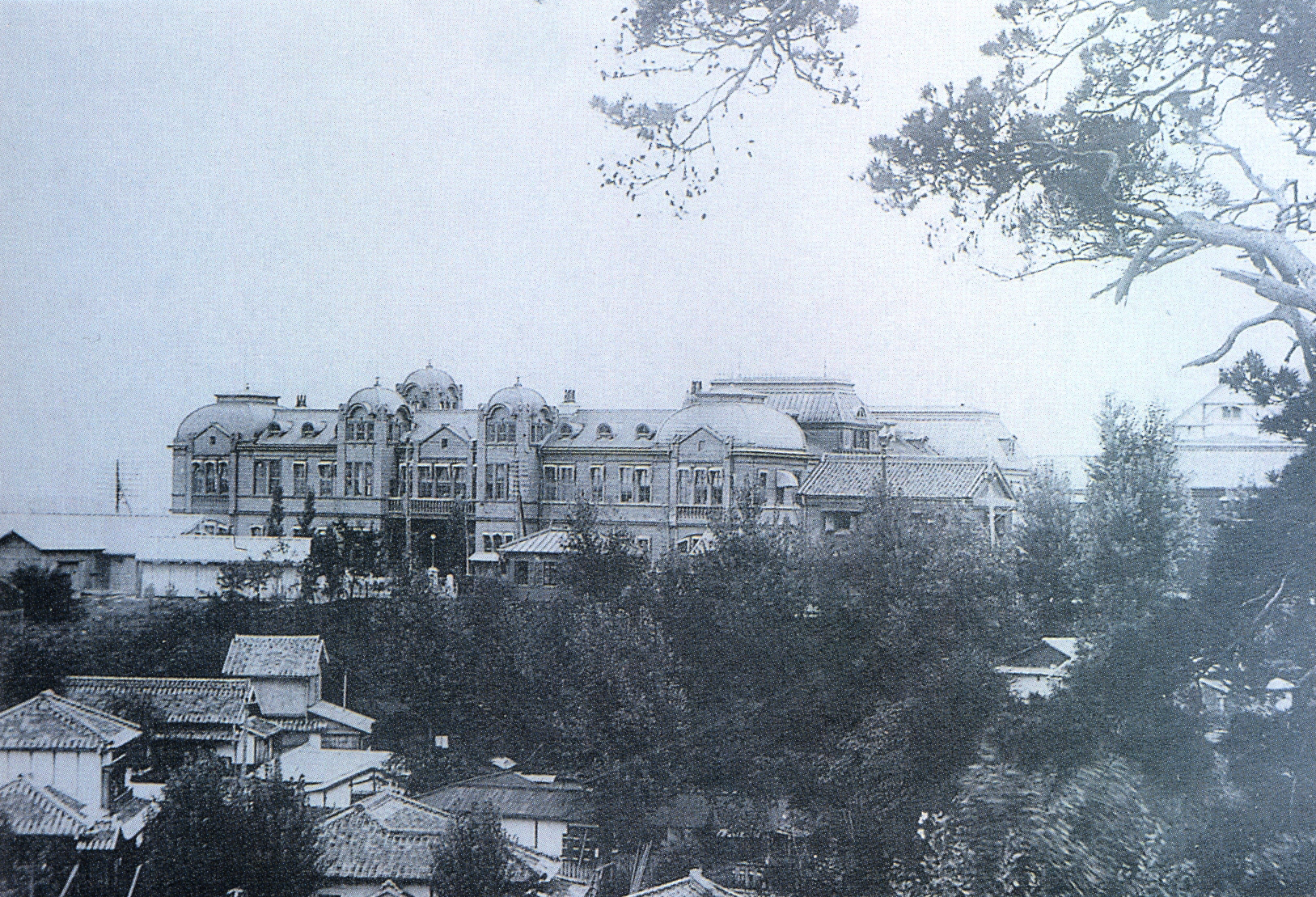
増築後の全景
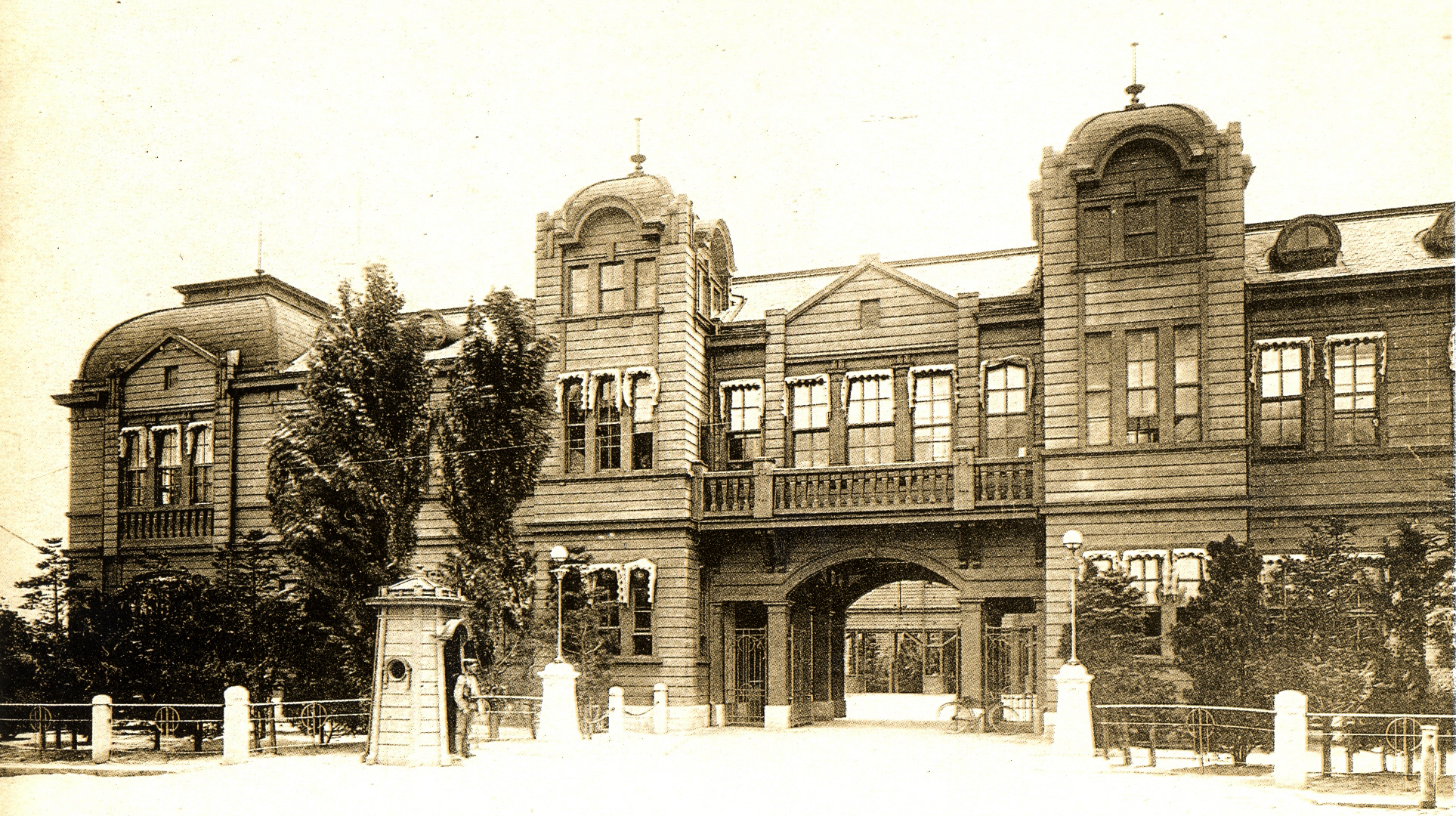
増築後の全景

### 景福宮の庁舎

#### 日本統治時代

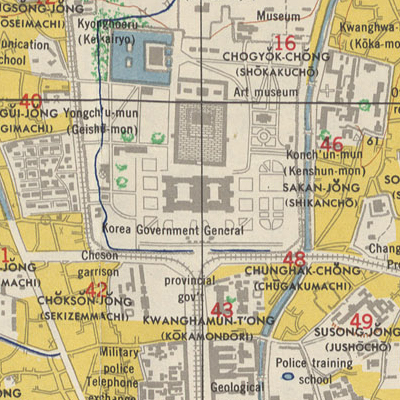
庁舎周辺地図

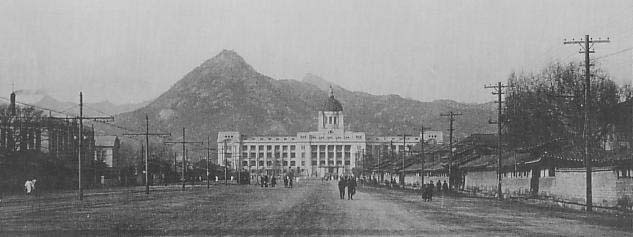
光化門前の通りから望む庁舎

1907年2月に南山倭城台に建てられた統監府庁舎を1910年の併合以降は総督府庁舎として使用してきたが、総督府は1926年1月、景福宮跡地の新庁舎へ移転した。朝鮮王朝の王宮であった景福宮は、1910年の韓国併合直後から改造が行われ、宮殿内の勤正殿と慶会楼を除く大部分の
建築物が撤去・払い下げされていた。
総督府新庁舎の移転地としては、現在のソウル特別市鐘路区東崇洞にあった旧ソウル大学校文理科大学の敷地や、ソウル特別市庁舎の敷地が有力視されたが、初代総督寺内正毅がこれに反対し、日本人建築家伊東忠太によって、景福宮興礼門区域が新庁舎の敷地として選定された。景福宮の興礼門は、1915年に景福宮で開催された朝鮮物産共進会の展示場として使用するために、総督府庁舎の新築が開始される以前にすでに撤去された状態であった。
朝鮮鉄道ホテル（조선철도호텔）を設計したドイツの建築家ゲオルク・デ・ラランデは、1912年から総督府庁舎の設計に着手し、1914年に死亡するまでに基礎設計を終えた。ラランデが死亡した後には、日本人建築家の野村一郎、國枝博らが庁舎の設計を完成させた。総督府の直営工事体制であったが、1次工事は大倉組（現・大成建設）、2次工事は清水組（現・清水建設）京城支店が施工した。
1916年6月25日に地鎮祭を神式で、勤政門の前庭にて挙行した。1916年7月10日に着工し、1920年7月10日には定礎式を挙行し、第3代総督斎藤実の揮毫が刻まれた定礎石を設置した。1923年5月17日に上棟式を挙行した。1926年1月4日に建物を竣工して試用式（시용식）を行い、同年10月1日の市政記念日に合わせて落成式を行った。
総督府庁舎の新築工事は、最初は5カ年計画、予算300万円で始まったが、実際には竣工までに10年、675万1,982円がかかった。庁舎新築過程においては、朝鮮人建築家として、朝鮮総督府土木部建築課技師の朴吉龍と李醺雨が、雇用職として李圭象、金得麟、孫亨淳、朴東麟らが参加した。また、日本人と中国人の石工300人と、朝鮮人労働者200万人（延べ人数）が動員された。
総督府新庁舎は当時、日本の本土と植民地で最も大きな建物であり、東アジア最大の近代建築であった。地下1階・地上4階、総建坪は9,600坪余りで、中庭を配置した「日」字型の建物であった。ルネサンス様式とバロック様式を折衷したネオルネッサンス建築により、植民地支配機構としての権威を強調した。総督府庁舎の竣工に伴い、光化門は景福宮の東側へ移され、庁舎の前面には広場が造成された。庁舎の建築には、朝鮮で産出された木材と花崗石、大理石、石灰石を建築材として用い、工芸品、彫刻などの装飾品は海外からも輸入して施工した。また、朝鮮銀行と鉄道ホテル（철도호텔）に続き、朝鮮で3番目に、エレベーターが9台設置された。
庁舎中央ホールの南北の壁面には、日本人洋画家の和田三造が、朝鮮の金剛山仙女伝説と、日本の羽衣伝説をモチーフとして制作した壁画『羽衣』が描かれた。壁画は2つの伝説の親縁性を強調し、当時の朝鮮総督府の統治理念であった内鮮一体を象徴している。総督府庁舎の解体時に分離され、現在は国立中央博物館の収蔵庫に保管されている。中央ホールには、和田三造の壁画以外にも、日本人彫刻家の朝倉文夫が制作した寺内正毅・斎藤実の銅像が配置された。

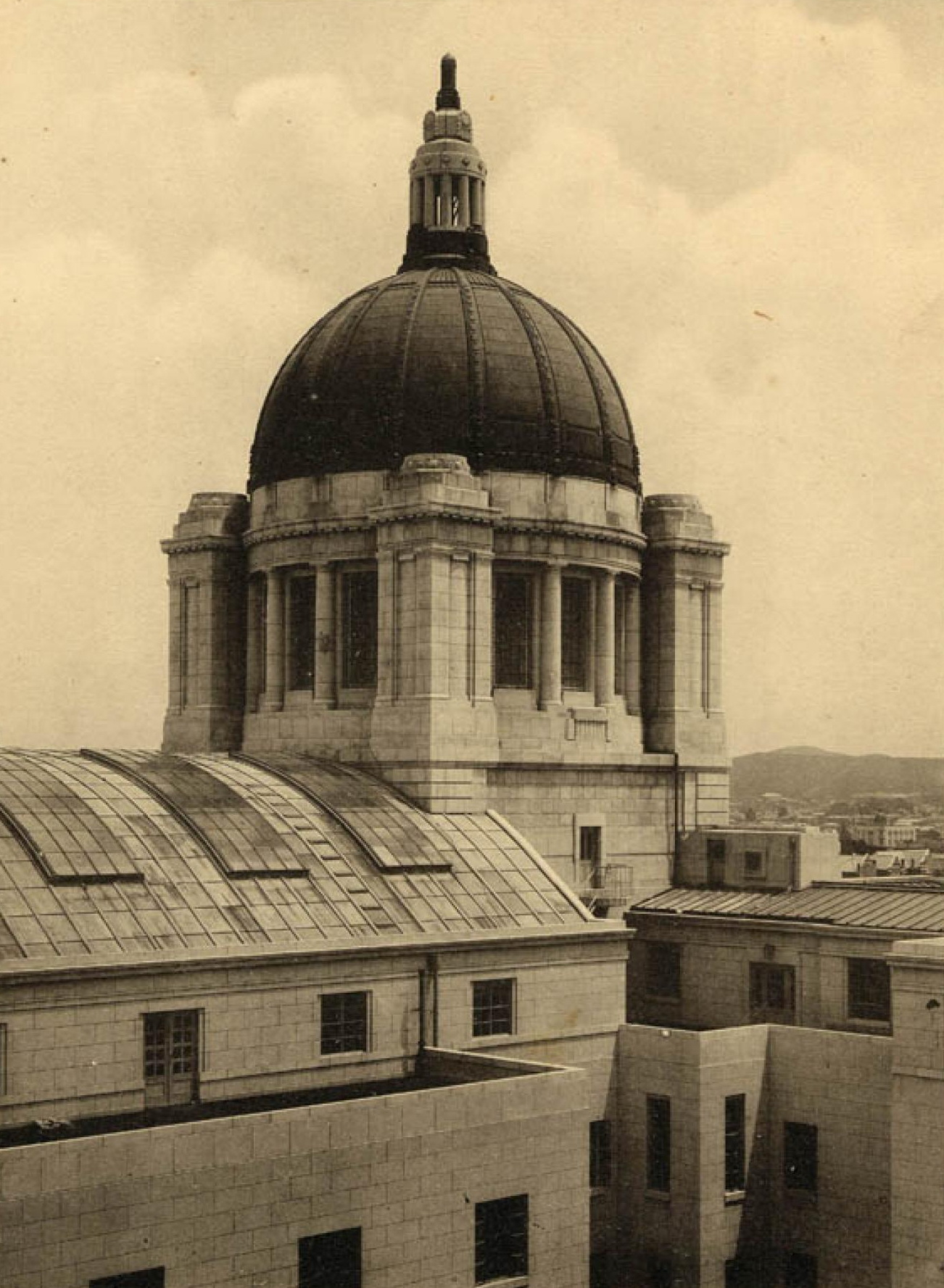
中央の塔屋
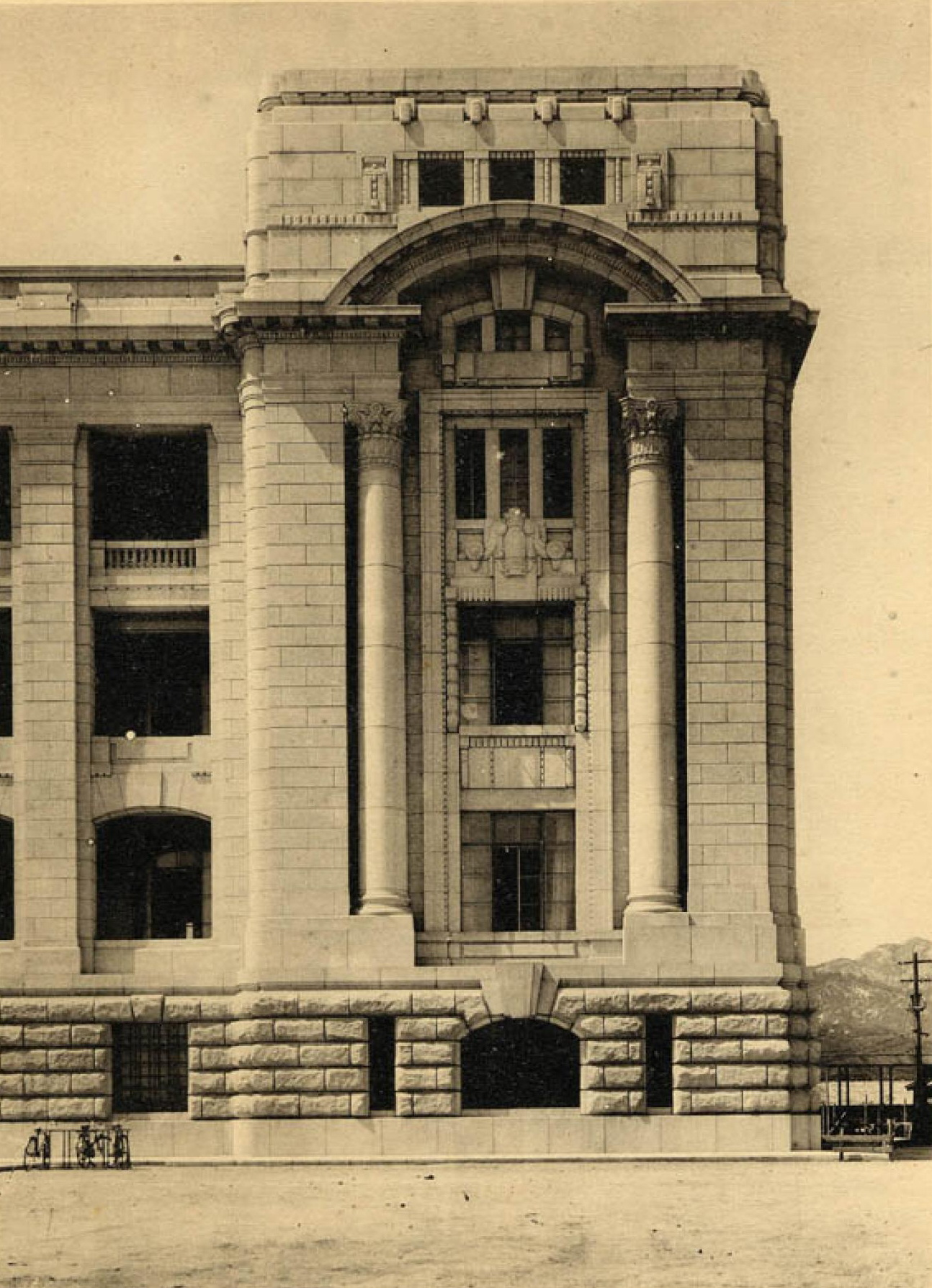
東南外郭屋の正面
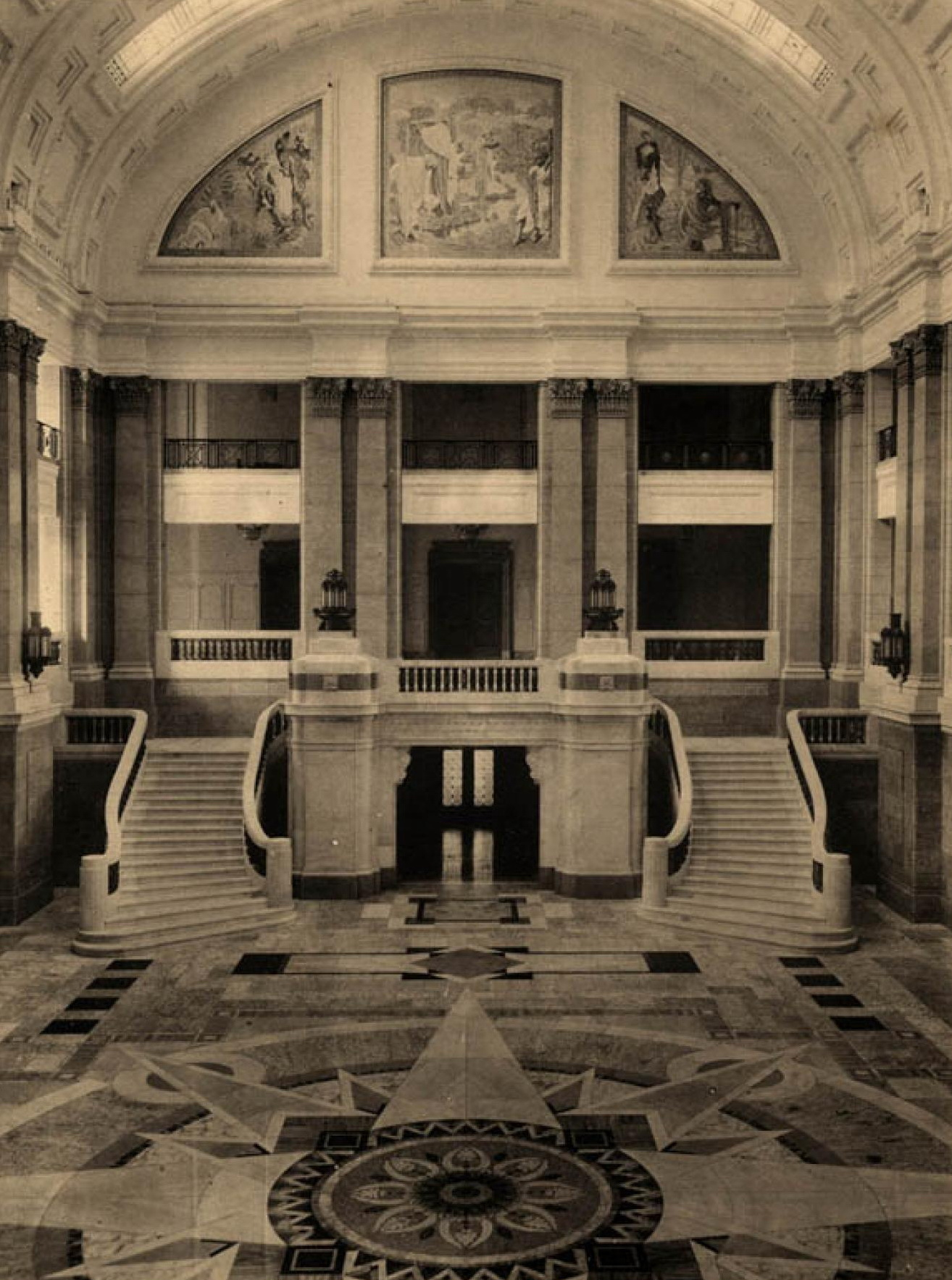
中央ホール 北側
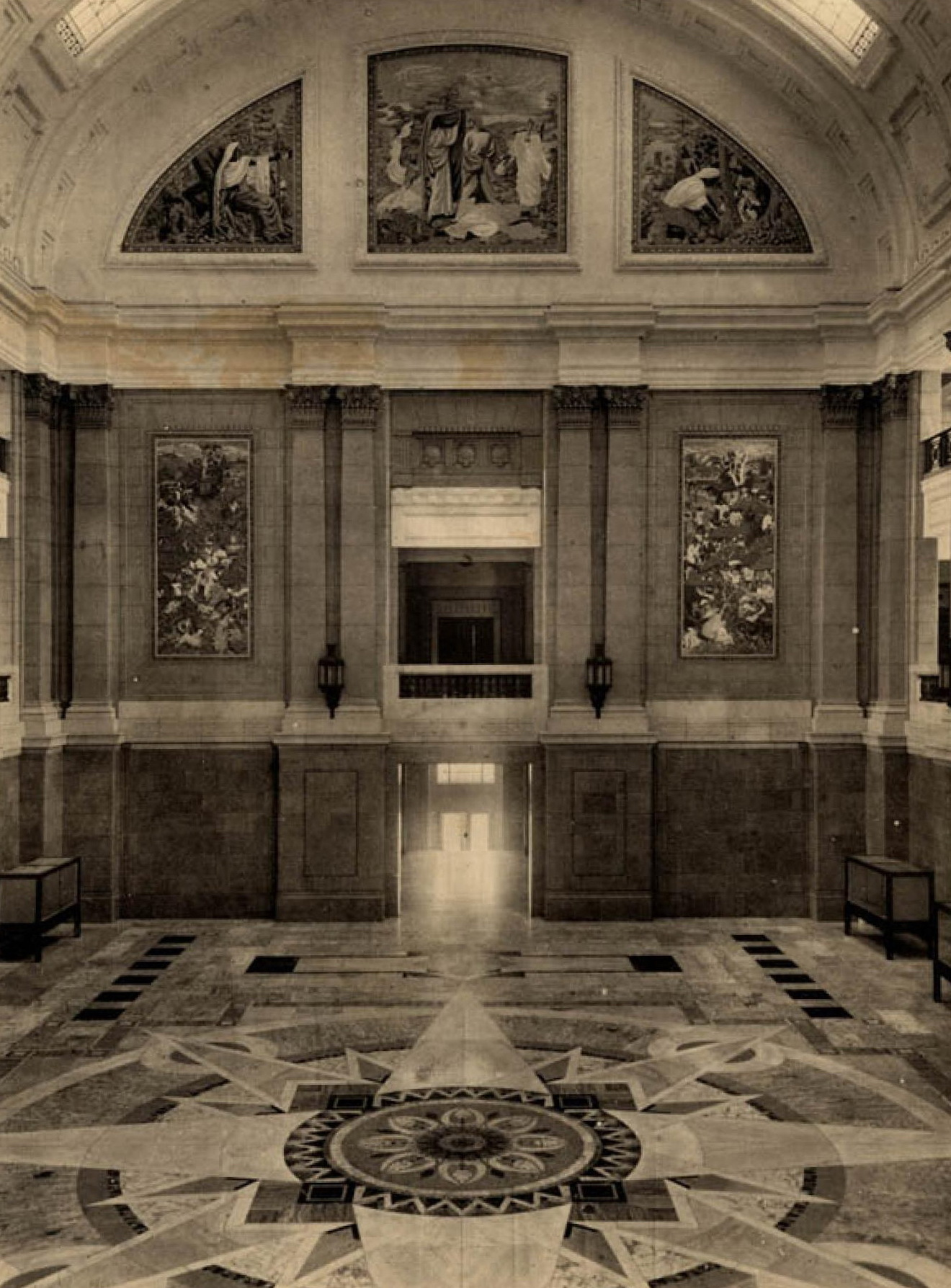
中央ホール 南側
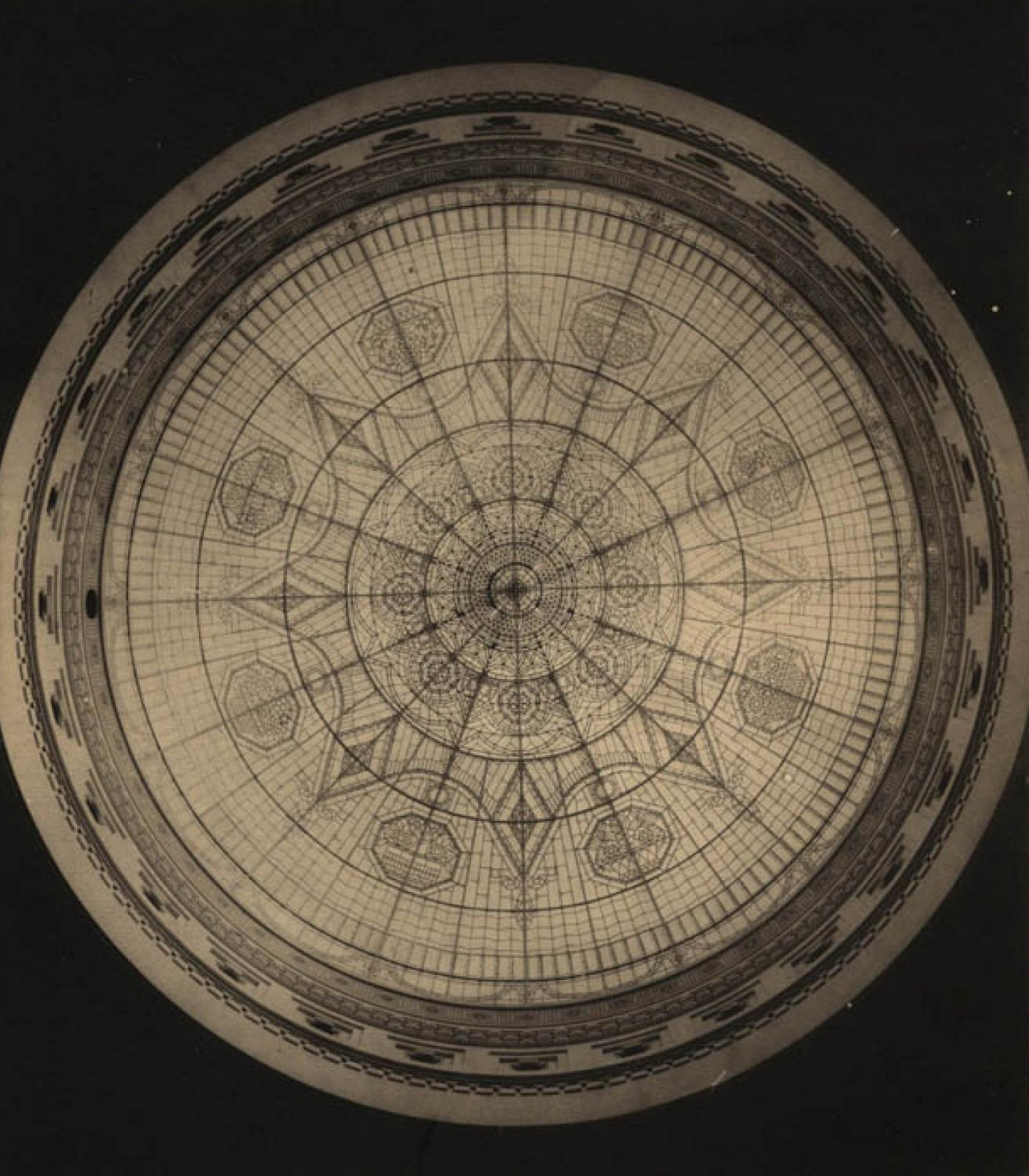
天井のステンドグラス

#### 日本による統治の終了後

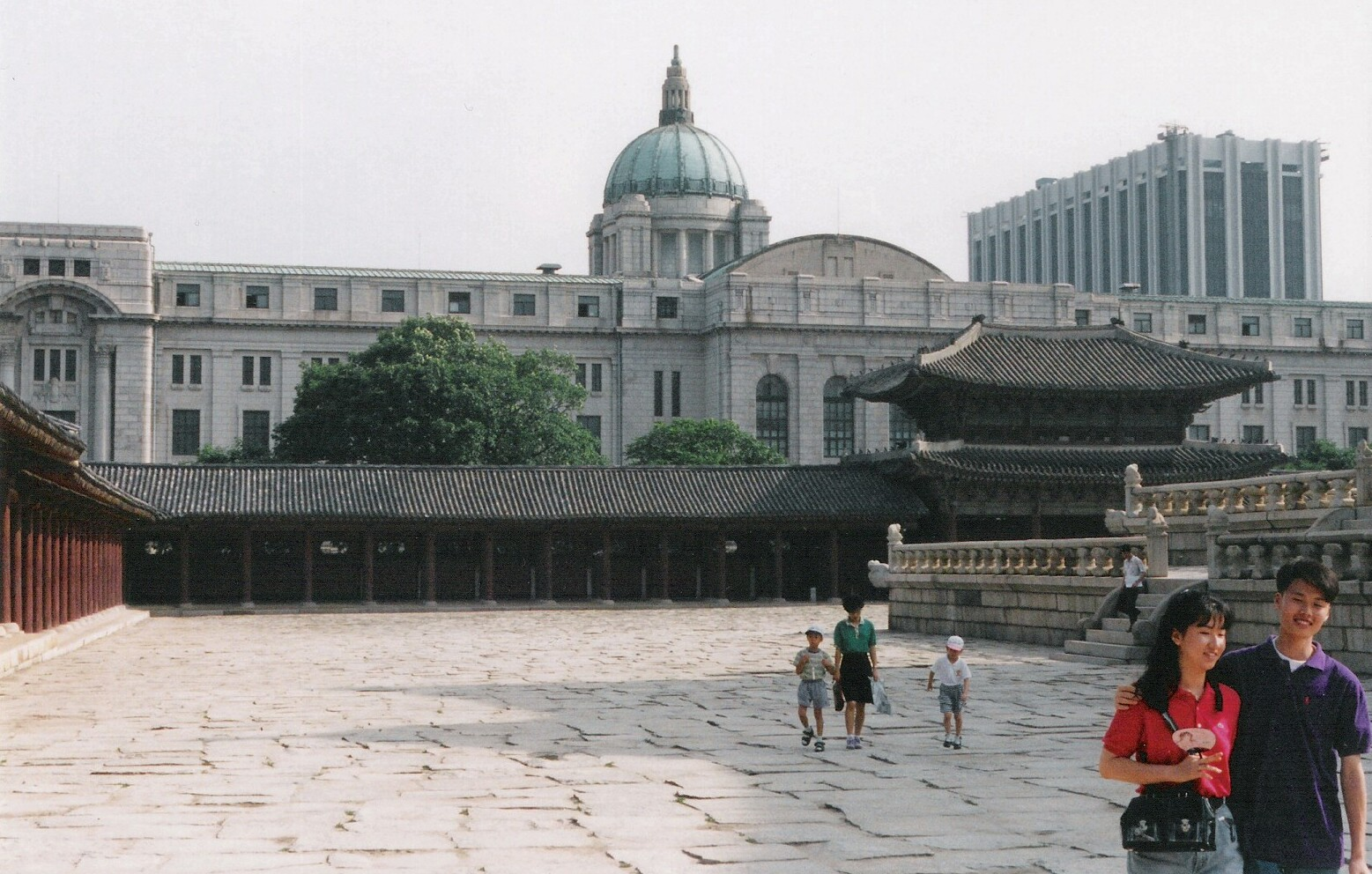
国立中央博物館（1995年）

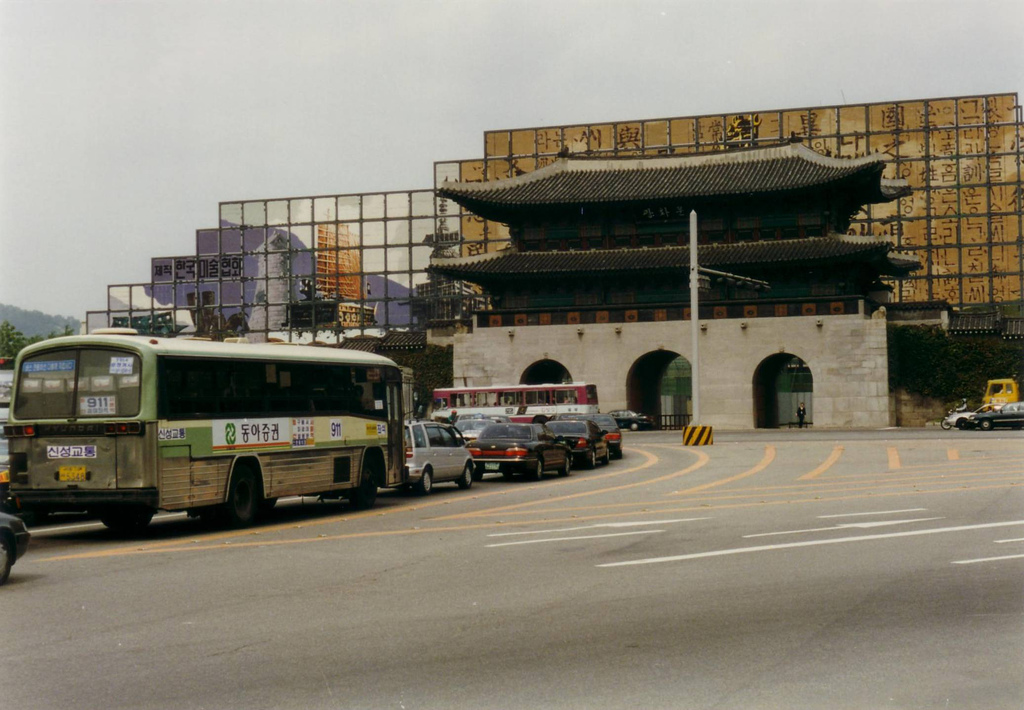
撤去、フェンスシートの設置（1996年）

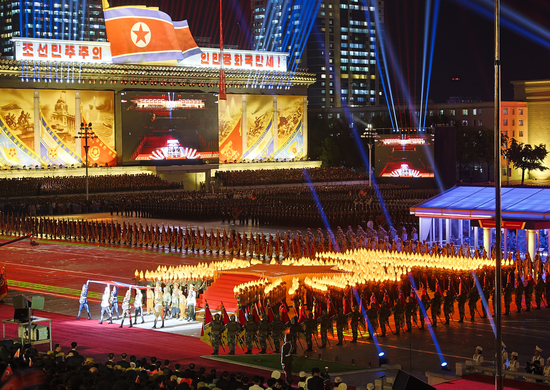
2023年7月27日、北朝鮮の平壌で開かれた閲兵式にて。総督府庁舎の画像が公開されている（左側）

日本のポツダム宣言受諾に伴い、日本による朝鮮半島領有が終了したのちは、1945年9月9日にソウルに進駐した米軍が総督府庁舎を在朝鮮アメリカ陸軍司令部軍政庁の庁舎として使用した。同日の午後2時から午後4時30分にかけて、庁舎の第1会議室にて、沖縄に駐屯する第24軍団の軍団長であったジョン・リード・ホッジ中将と、第9代朝鮮総督阿部信行との間で、降伏文書署名式があった。
庁舎は、米軍政によって「キャピタル・ホール（Capital Hall）」と呼ばれるようになった。これを鄭寅普が「中央庁（중앙청）」と訳し、以降この呼び名が浸透する。1948年5月10日に庁舎中央ホールで制憲議会を開き、同年8月15日には庁舎の前庭で大韓民国政府樹立宣布式が挙行された。朝鮮戦争中には一時朝鮮人民軍が人民軍庁舎として使用したものの退却し、1950年9月26日には庁舎は再び大韓民国国軍に奪還された。1962年11月22日に、朝鮮戦争によって破壊された庁舎を復旧し、中央庁本庁の開庁式を開いた。この建物は、1970年にソウル庁舎を新築して移転するまで、大韓民国政府庁舎として使用された。
1968年、中央庁にあった西洋式の正門を撤去して、朝鮮戦争時に焼失した光化門を復元した。1968年の復元では、前面に道路が開通していたために、本来の位置より14.5m後方に復元された。1986年8月21日、旧庁舎を改修したうえで国立中央博物館が開館された。
総督府庁舎を撤去しなければならないという主張は、李承晩大統領が実権を握っていた当時から出てきていたが、経済的な理由から保留された。盧泰愚大統領も撤去を指示したが、大統領の秘書が交代したことで、再び失敗した。1991年1月21日、文化部長官の李御寧は、業務報告を通じて「総督府庁舎を撤去し、大日本帝国によって破壊・変形された景福宮の原型を復元する」と明らかにした。1991年6月、日本の近代建築史研究者で構成された『明治建築研究会』は、総督府庁舎はアジア近代建築史において価値ある建物だと評価し、景福宮の復元と総督府庁舎の保存を同時に行う方向での撤去計画の再検討を大韓民国政府に要請した。
長期化した軍事政権の後、初の文民政権となった金泳三政権は、「歴史立て直し（역사바로세우기）」政策を掲げ、総督府庁舎撤去を決定した。1993年8月9日、金泳三大統領は、民族正気（민족정기, ある民族の共通意志として正しい大きな気風）を回復するために総督府庁舎を解体して景福宮を復元し、新しい国立中央博物館を国策事業として建設するよう内閣に指示した。当時、国民の70%がこれを支持したが、学界では資料的価値の観点をめぐる論争も起こった。1994年に総督府庁舎の撤去問題が本格化し、撤去と保存という論争の中に「完全撤去論」と「現状保存論」、「移転復元論」等の主張が提起された。このうち移転復元は、復元費500億ウォンがかかると推算されたこともあり行われなかった。
1995年8月15日、光復50周年慶祝式で、総督府庁舎中央ドームのランタンの解体を皮切りに撤去作業が始まった。1995年8月、一部のソウル市議会議員は、ソウル市議会に、庁舎の歴史的価値と経済的理由から「旧朝鮮総督府建物撤去保留動議案（구 조선총독부 건물철거보류 동의안）」を提出した。1996年6月には「国立中央博物館建物保存のための市民の集い（국립중앙박물관 건물 보존을 위한 시민의 모임）」がソウル地方裁判所に「建物毀損および撤去禁止仮処分申請」を行ったが、1996年7月、ソウル地方裁判所は仮処分申請を却下した。1996年11月13日、総督府庁舎の地上部分の撤去が完了した。1998年8月8日、独立記念館は、中央ドームのランタンと建築部材で「朝鮮総督府撤去部材展示公園」を開園し、一般に公開した。2006年には、朝鮮総督府庁舎の景福宮移転に伴い移築されていた光化門をかつての位置に戻す工事が開始された。同工事は2010年に完了した。

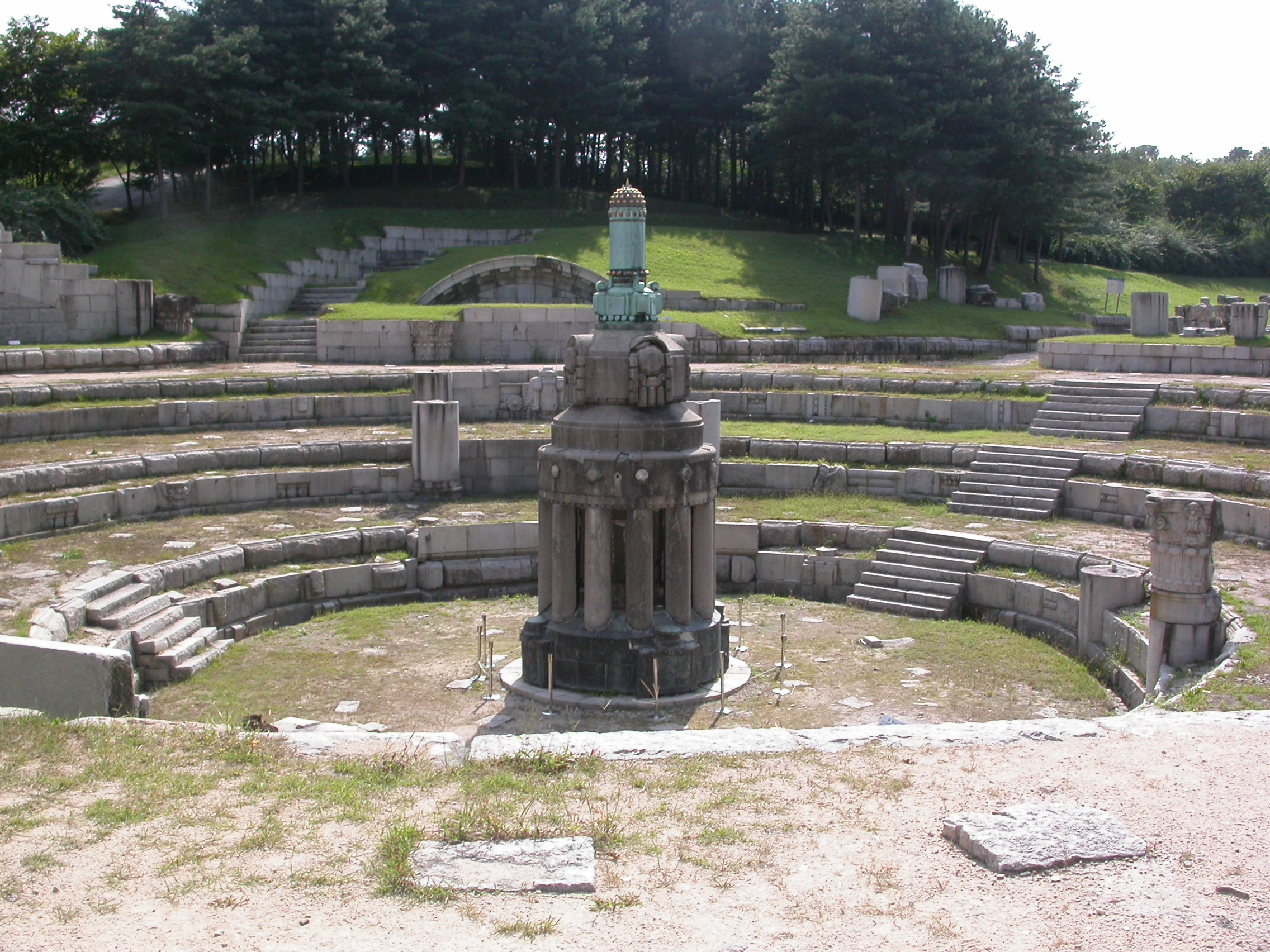
総督府撤去部材
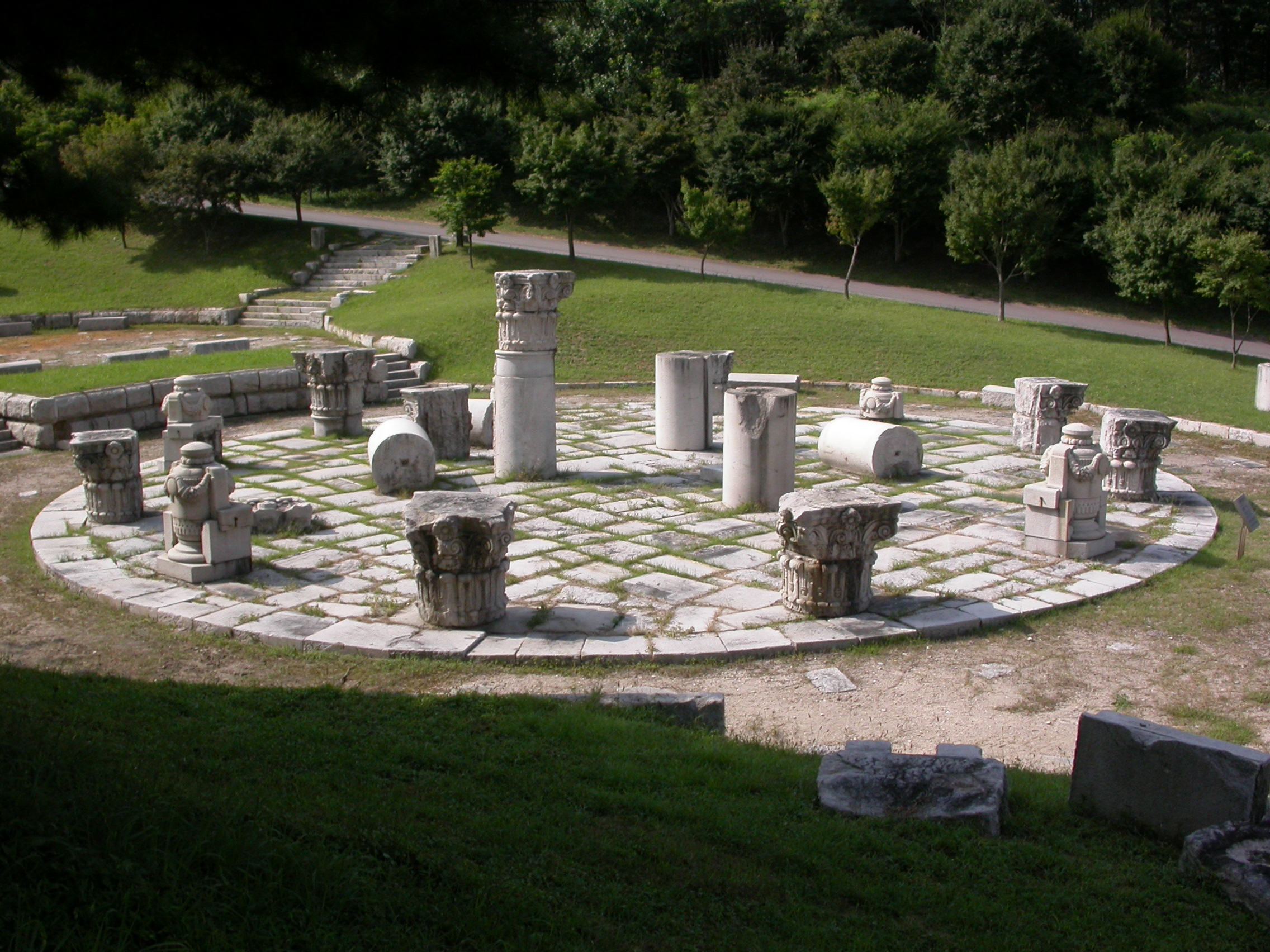
総督府撤去部材
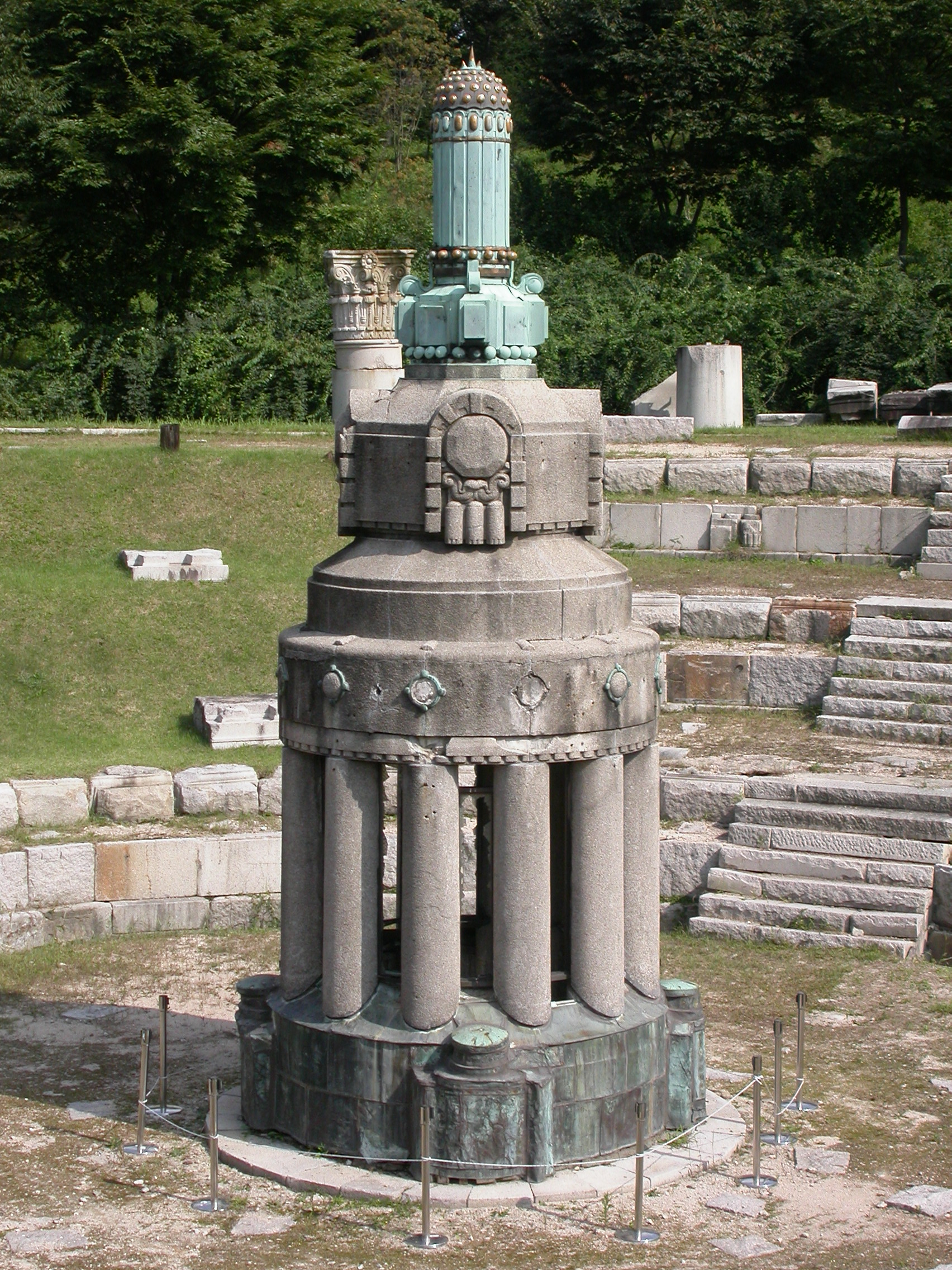
中央ドームのランタン
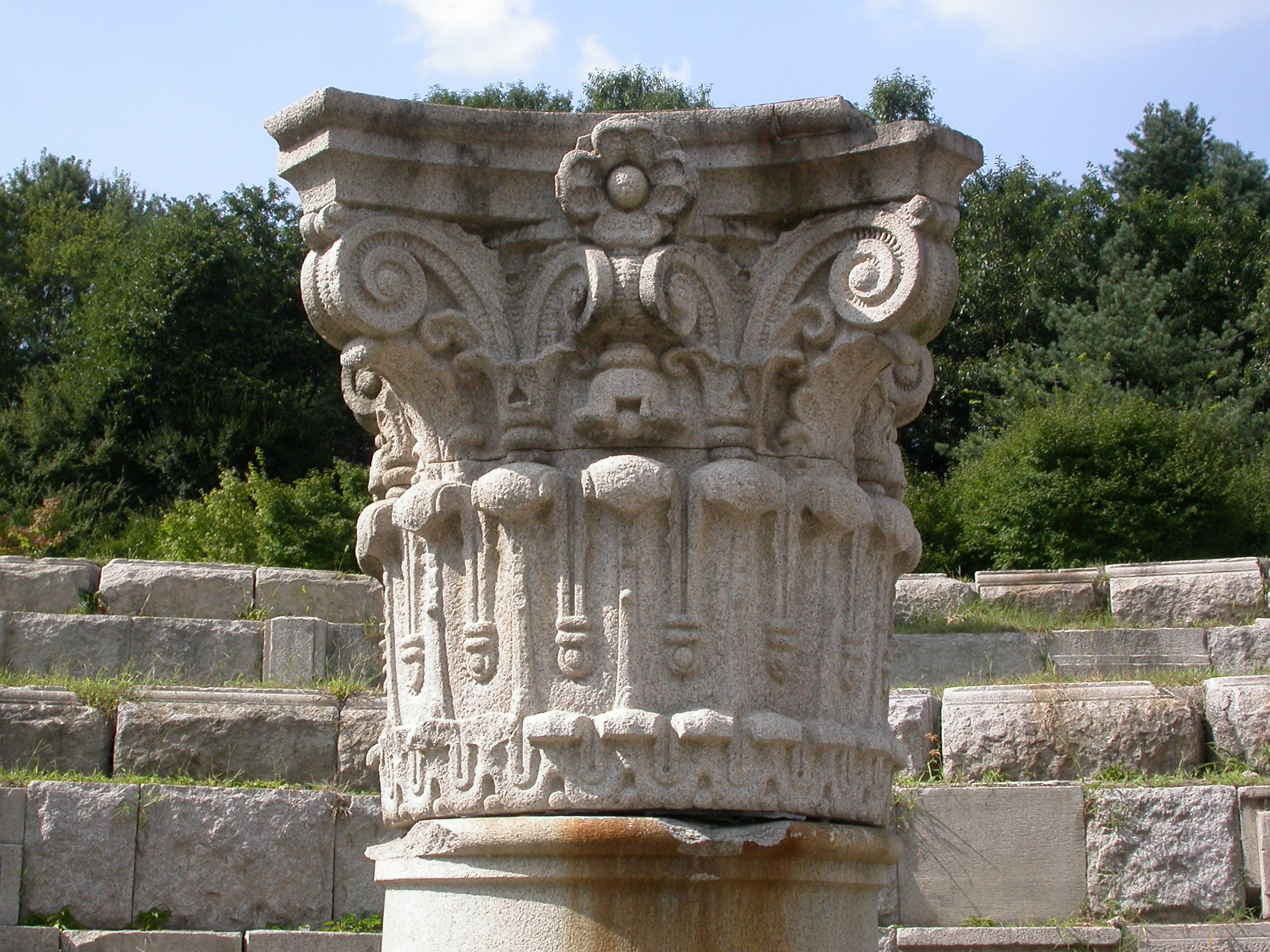
柱の上部
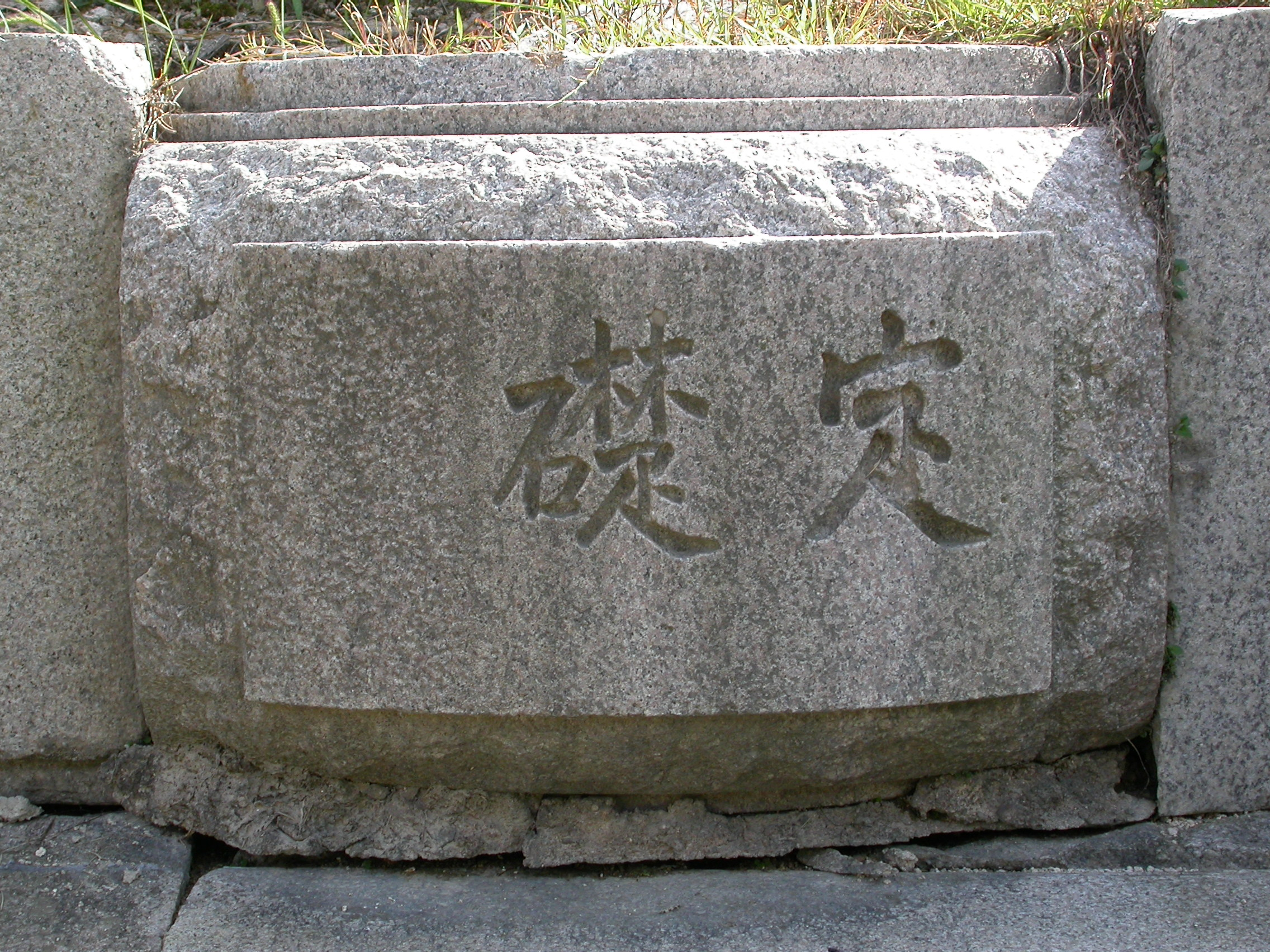
定礎石

## 官邸

### 倭城台の総督官邸
日本は、甲申政変の結果締結された漢城条約第4条に基づいて、公使館の敷地と建物の工事費を朝鮮政府に要求した。1893年に南山北方向（現在のソウル特別市中区芸場洞2-1）に公使館の建物を新築し、1906年2月に韓国統監府が設置された後は統監府庁舎として使用された。1907年1月に統監府が南山・倭城台の新庁舎へ移転すると、既存の庁舎は統監官邸として使用された。1910年以後は総督官舎となった。
1907年10月16日に大韓帝国を訪問した大正天皇が官邸を4日間宿所として利用した。1908年に辰野金吾が新たな統監官邸を設計したが、同年龍山に片山東熊設計の統監官邸が建てられ、計画に終わった。1910年8月22日午後4時、第3代韓国統監・寺内正毅と大韓帝国総理大臣・李完用が、官邸の2階で乙巳条約を調印した。
朝鮮総督府の総督官邸は、1939年に景武台（景福宮の後方に位置する）へ移転し。それ以降、倭城台の旧総督官邸は、歴代の統監・総督の肖像と関連遺物を展示する『始政記念館』として改編され、1940年11月22日に開館式を挙行した。始政記念館には、乙巳条約を締結した空間を記念する展示空間として、併合調印室が設置された。
光復後の1946年4月25日、民俗学者宋錫夏の主導により、倭城台の旧総督官邸に国立民俗博物館が開館したものの、1950年に国立博物館南山分館へと吸収された。1954年6月に大韓民国合同参謀本部が新設されると、旧総督官邸がその庁舎として使用され、国立博物館は石造殿へ移転した。だが、その後建物がいつ撤去されたかは判明していない。現在ソウル総合防災センターへ向かう路地の入口付近に、ソウル市保護樹に指定されたイチョウ（指定番号：서2-7）が存在するが、それが当時の建物の跡地と考えられている。

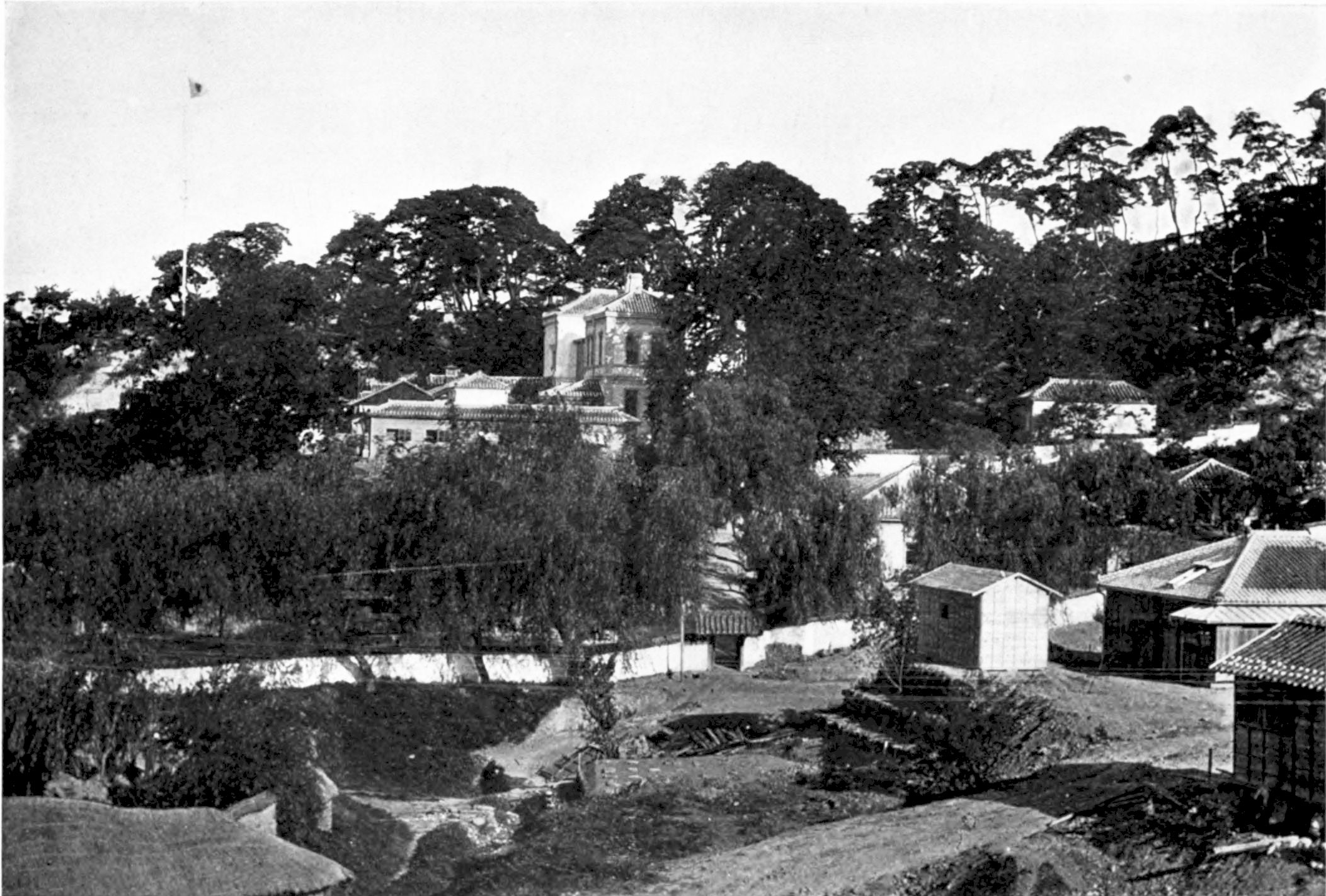
日本公使館（1900年ごろ）
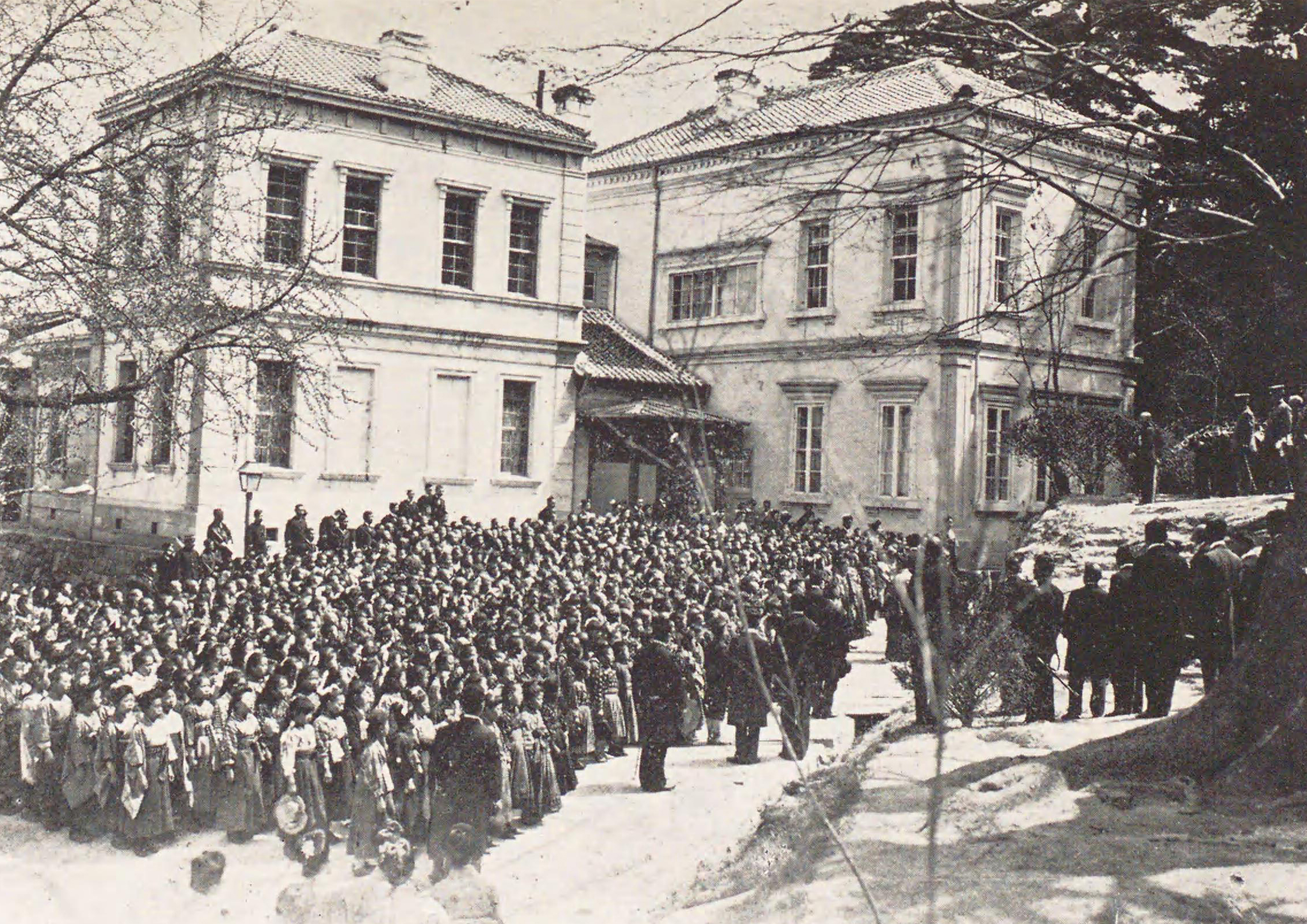
統監官邸（1906年）
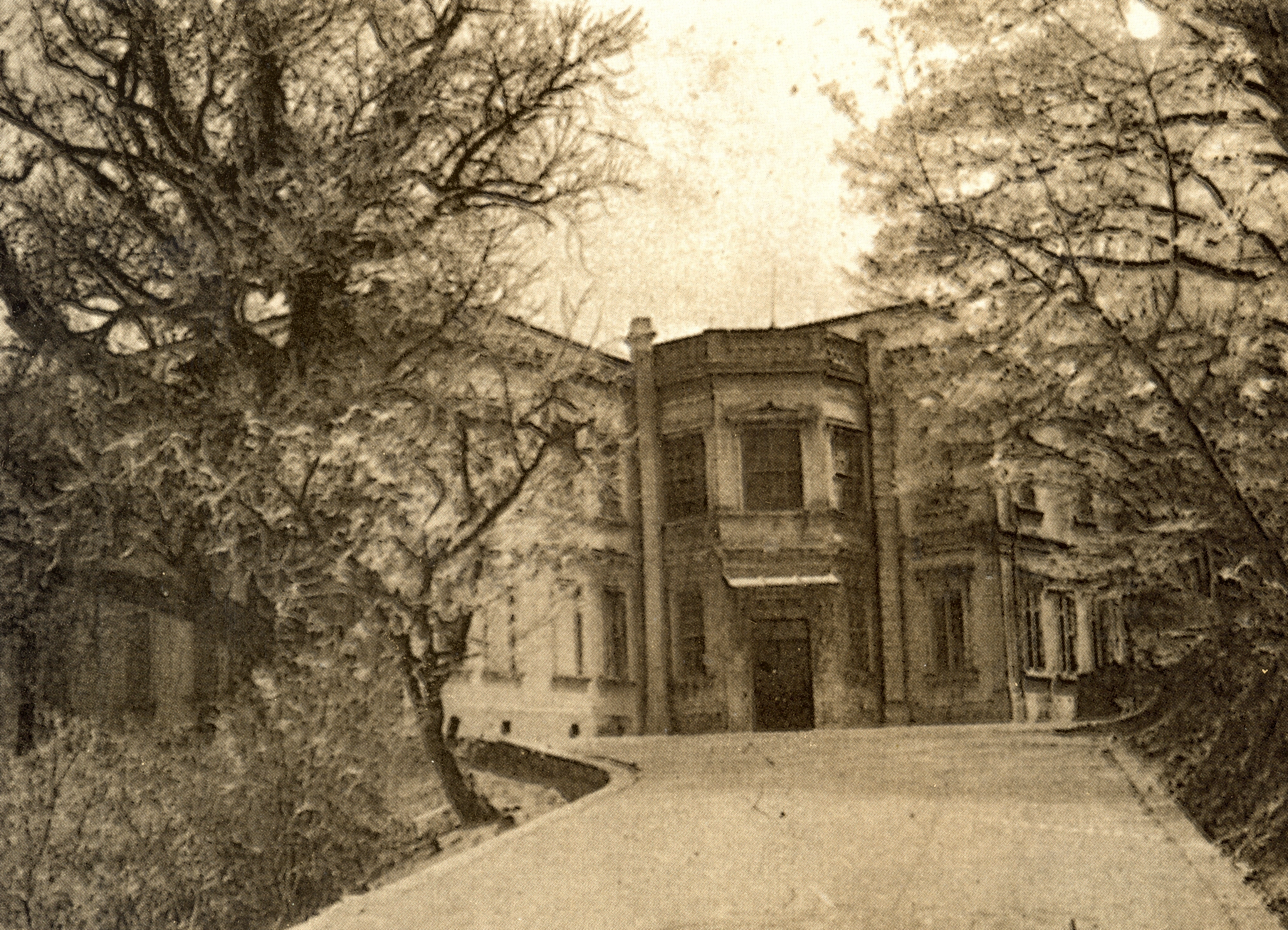
総督官邸

### 龍山の総督官邸

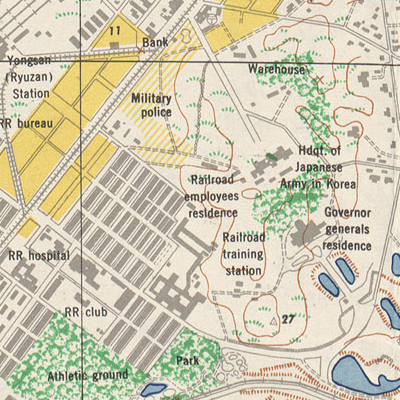
庁舎周辺地図

第2代朝鮮総督長谷川好道が朝鮮に駐屯する日本軍の司令官として在任していた1908年に、日露戦争後に残った軍備余剰品を使って建設したといわれる。日本統治時代当時の地番では「漢江通り11-43（한강통 11-43）」であり、現在の龍山基地の敷地内に含まれる。一説には1912年に総督長谷川が建立したと記録されているが、長谷川が朝鮮総督として在職したのは1916年から1919年までであるため、官邸は長谷川が朝鮮軍司令官として在職した時期に建立された建物であると推定される。 国家記録院に所蔵されている関連図面の中にも、年度が1907年と記録されている図面がある。
この官邸は、日本人建築家の片山東熊によって設計された。片山はこの業績によって1908年6月に高宗皇帝から勲一等八卦章を授与された。片山は当時、日本で赤坂離宮、表慶館等を手がけており、活動の最盛期であった。また片山はネオバロック様式の宮殿建築を先導していた人物である。官邸は2階建てで、高い切妻屋根の妻側に窓があり、立面はネオバロック様式で装飾された。1908年に着工、翌年に竣工し、1945年までそのまま維持された。
龍山の総督官邸はその豪華さにもかかわらず、都心から距離が遠いこと、電気代等の維持費の過多、警備が困難であることなどといった諸般の問題により、公式な宴会等の行事以外には使われず、放置された。だが、朝鮮を訪れた日本の皇族や、西洋の貴賓のための、宿所・宴会の場所としてたまに使われた。普段はほとんど空いている空間なので、その度に大々的に建物を修理し、造園工事を行った。
景武台総督官邸の竣工（1939年）まで、倭城台総督官邸が主な官邸として使用され続けた。龍山総督官邸へと官邸機能を移動させる計画もあったが、実現しなかった。1950年、朝鮮戦争で焼失した。

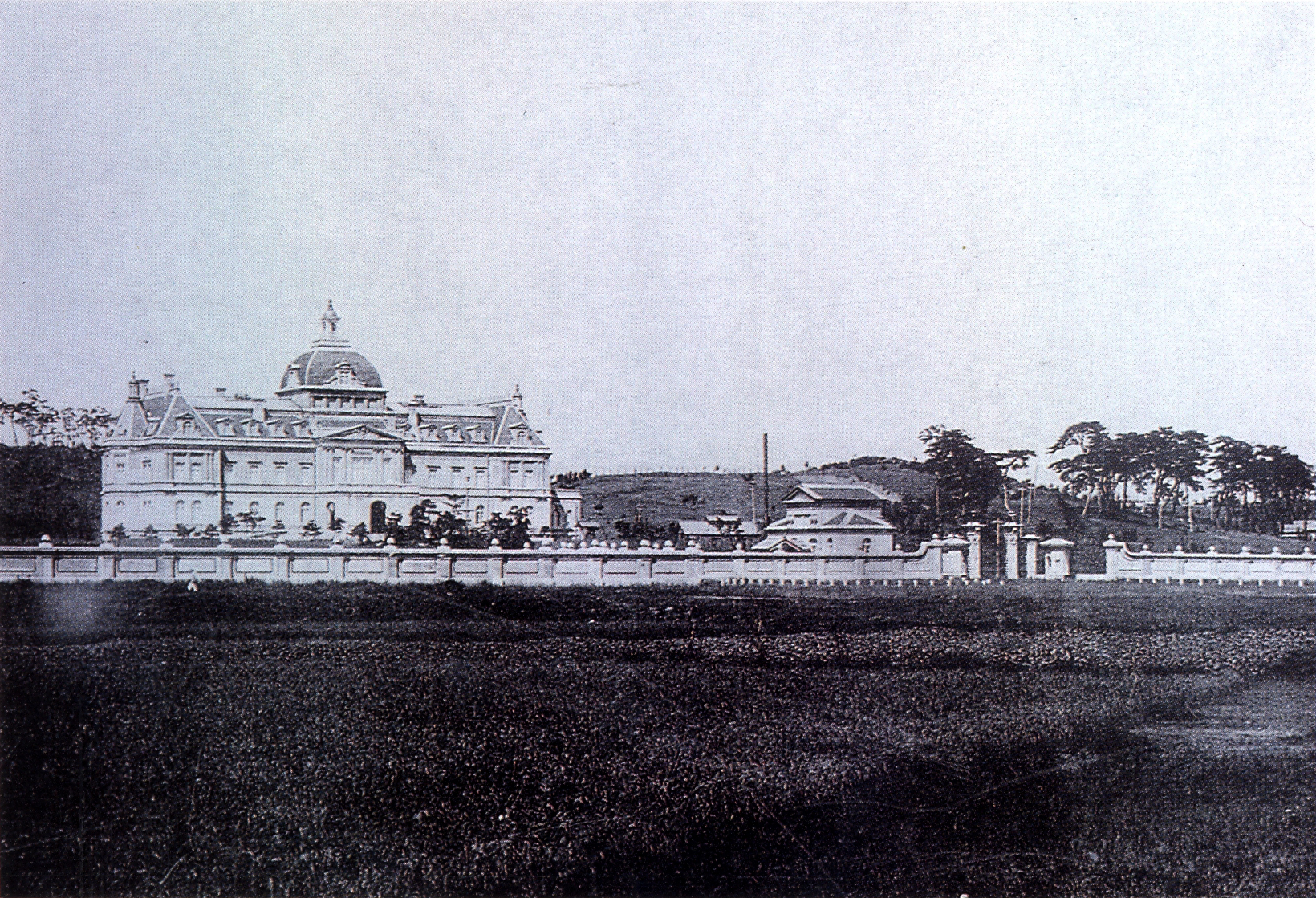
官邸の全景
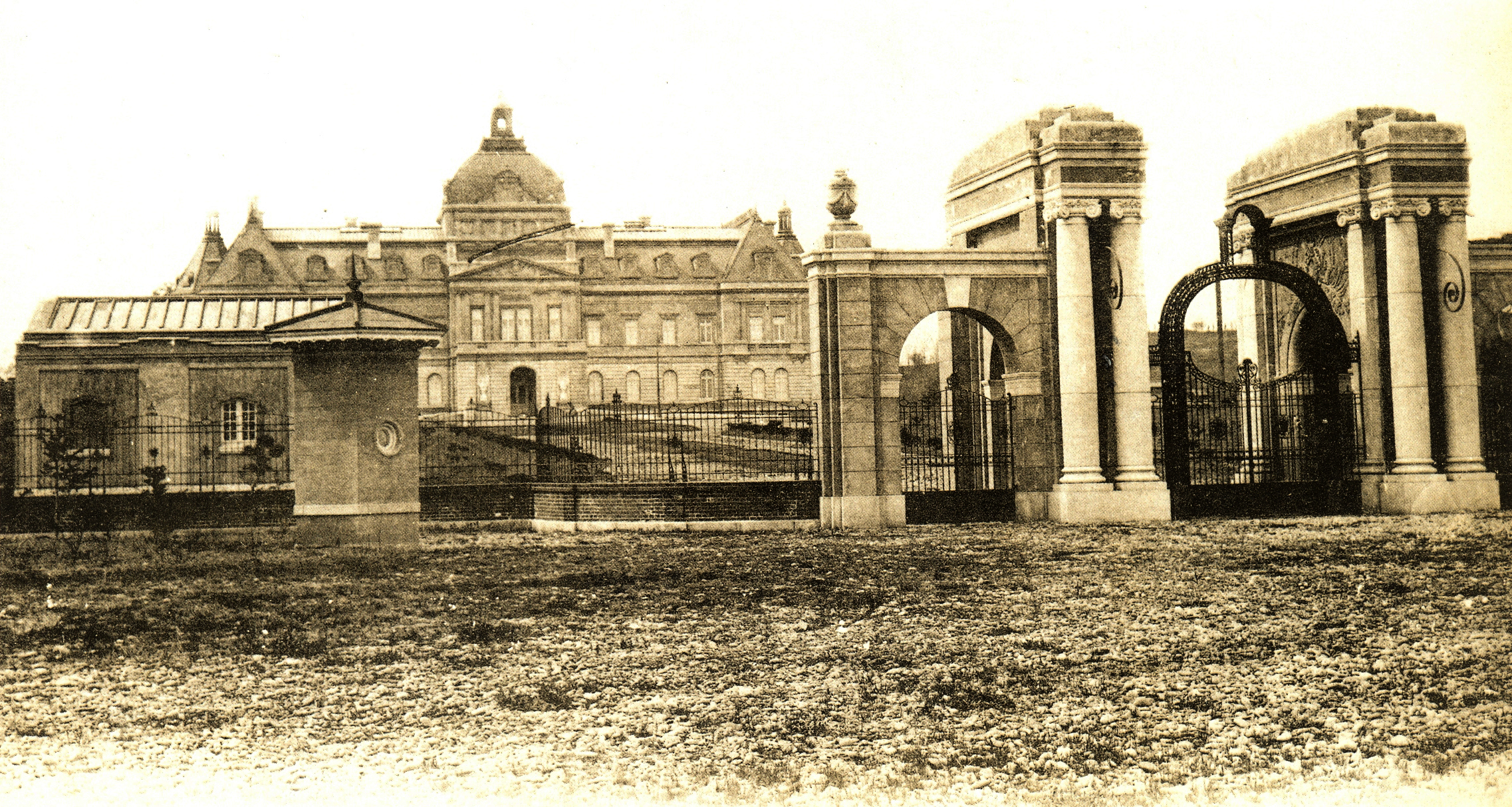
官邸の全景
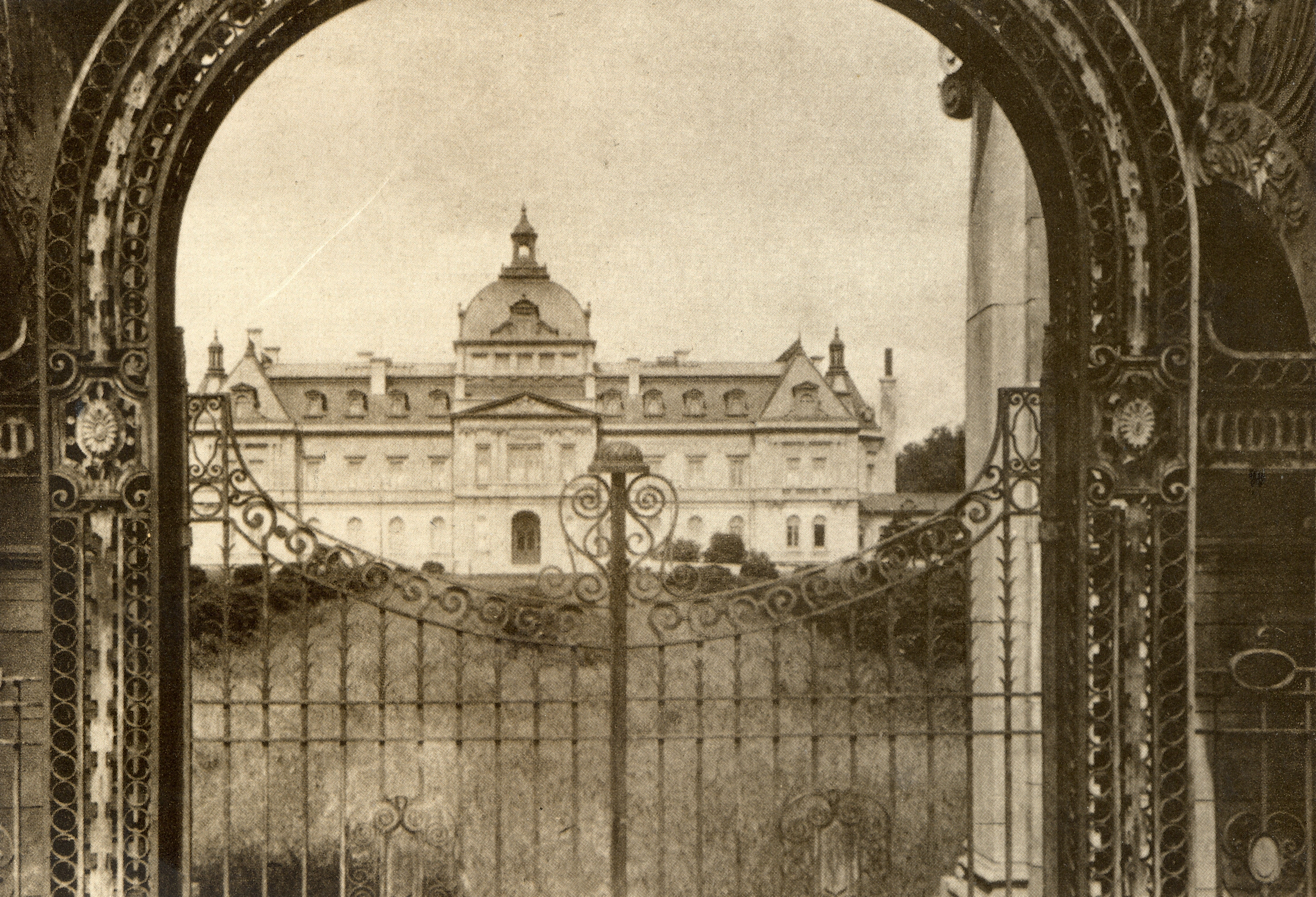
正門から見た官邸

### 景武台の総督官邸

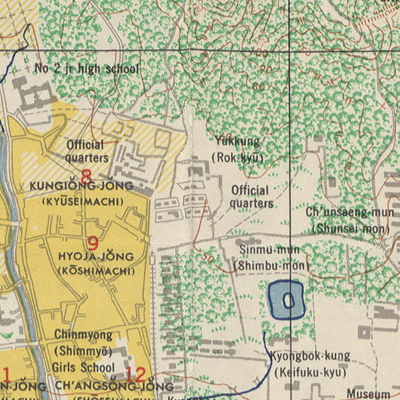
庁舎周辺地図

景武台総督官邸は、1937年に着工し、1939年に景福宮の北（現在の青瓦台が位置する場所）に建立された。
1868年（高宗5年）に景福宮が再建された際、後苑の位置に4棟の建物が建てられたが、そのうちの一つが景武台であった。朝鮮総督府は、景武台をはじめとする景福宮後苑の建物を撤去し、その跡地に総督官邸を新築した。官邸の名称は、取り壊された建物の一つである「景武台」の名前を採った。
なお、もともとの「景武台」の名前の起源については諸説あるが、景福宮の"景"と、神武門（景福宮の北門）からとったという説が有力である。1892年（高宗29年）ごろに描かれた『首善全図』には、神武門の外側の後苑区域に「景武台」という地名が表記されている。
1937年3月22日に起工式があり、4月2日に新築工事が開始された。10月12日に地鎮祭が開かれた。敷地の総面積は171,902m2、官邸の延べ面積は1,861m2であった。1938年に定礎式があり、同年6月13日には上棟式も行ったが、日中戦争による物資不足で9月2日に工事が一時中止された。
官邸はレンガ造りの建物で、地下1階、地上2階であった。正面中央には四角柱によって支えられるキャノピーを配して傾斜屋根で処理し、窓の上には庇を突出させた。1939年に第7代朝鮮総督南次郎が倭城台の総督官邸を市政記念館へと改装し、景武台の建物が本格的に総督官邸として使用され始めた。
光復以後、景武台の総督官邸は、アメリカ軍政庁軍政長官ホッジ中将の官邸として使われ、1948年に大韓民国政府が樹立されてからは李承晩大統領の執務室兼官邸として使われた。 1960年の四月革命によって誕生した第二共和国の尹潽善大統領は、「景武台」という名称が独裁政権を連想させると主張し、1960年12月30日に「青瓦台（청와대,靑瓦臺）」へと改名した。 青瓦台という名称は、建物が青い瓦で覆われていたことに由来する。1990年に青瓦台の本館を新築し、既存の庁舎はその後1993年10月15日に撤去された。跡地には「青瓦台旧本館跡（청와대 구 본관 터）」の記念碑が建てられている。

### 朝鮮総督府官舎
1906年の統監府設置により大韓帝国内に日本人官吏が大挙して登用され、彼らのための官舎が大量に建てられた。度支部建築所の設立により、さらに本格化した。度支部建築所の設置以後1910年までに行われた工事の総件数のうち、官舎および宿舎が全体の83％を占めた。1910年以後、日本人による統治機構が整備され、官舎の建設はより一層急速に進行された。当時京城府は急激な人口増加による深刻な住宅不足に悩まされており、官舎の大量供給は住宅供給安定化にも寄与した。
朝鮮総督府官舎は、居住者の職位や官等によって建物の規模や部屋の種類が異なるものの、いくつかの共通した特徴を有していた。最も代表的な特徴が韓·洋·日折衷の空間構成である。日本伝来の住居形式（一般生活空間）と近代期の西欧から導入された西欧的空間（応接室、食堂、書斎などの公的空間）、そして韓国の気候などに適応するための韓国伝統的空間（オンドル）の特徴が、一つの住宅内で全て用いられた。